# Olandese Volante

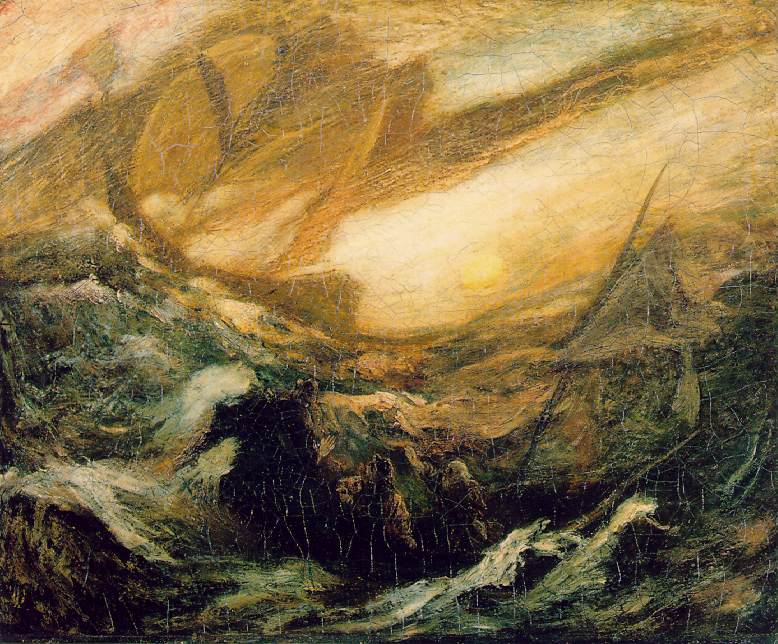
L'Olandese Volante, 1896, di Albert Pinkham Ryder

Secondo il folclore, l'Olandese Volante sarebbe un vascello fantasma che solca i mari in eterno senza una meta precisa e a cui un destino avverso impedirebbe di tornare a terra. Il vascello verrebbe spesso avvistato da lontano, avvolto nella nebbia o emanante una luce spettrale. I marinai della nave sarebbero fantasmi che tentano a volte di comunicare con le persone sulla terraferma.

## Origini

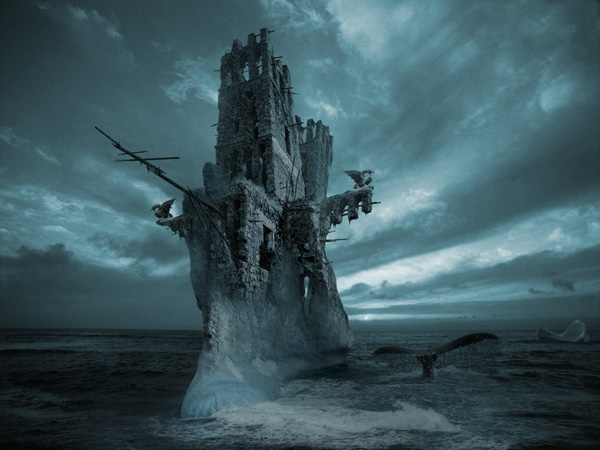
Un'illustrazione contemporanea ispirata alla leggenda dell'Olandese Volante

L'origine di questa immagine folcloristica non è chiara: secondo alcuni è olandese, mentre altri la ritengono generata dalla pièce melodrammatica The Flying Dutchman (1826) dell'inglese Edward Fitzball e dal romanzo The Phantom Ship (1837) di Frederick Marryat, adattato successivamente a una storia olandese intitolata Het Vliegend Schip (La nave volante) dal prete olandese A.H.C. Römer. Tuttavia, va detto che il primo resoconto su questa leggenda si trova in un libro del 1795, Voyage to Botany Bay, di George Barrington, il quale parla della credenza folcloristica come di una superstizione molto diffusa tra i marinai del suo tempo.
La storia è stata in seguito reinterpretata e resa celebre in tutta Europa da Richard Wagner, con l'opera L'olandese volante (1841), e dallo scrittore Washington Irving con The Flying Dutchman on Tappan Sea (1855). Inoltre l'Olandese Volante veniva già citato brevemente nel decimo capitolo del romanzo Storia di Arthur Gordon Pym di Edgar Allan Poe, pubblicato nel 1838.
Secondo alcune fonti, il modello per il capitano della nave fantasma fu il capitano olandese Bernard Fokke, che nel XVII secolo faceva spola tra i Paesi Bassi e l'isola di Giava (in Indonesia) a una velocità così sorprendente da essere sospettato di aver fatto un patto col diavolo. Il capitano è nominato Falkenburg nella versione olandese della storia, Vanderdecken nella versione di Marryat e Ramhout van Dam in quella di Irving. Non è certo se l'appellativo "olandese volante" si riferisca alla nave o al suo capitano.
Varie versioni descrivono come causa di questo destino avverso, una maledizione. Secondo una di queste storie, nel 1641 il capitano, tal Hendrick van der Decken (in altri testi, Willem Van der Decken) - incurante delle suppliche dei suoi marinai di riparare in una vicina baia protetta (la cosiddetta "Falsa Baia") che temevano per le loro vite nel bel mezzo d'una tempesta - avrebbe giurato di voler comunque superare il Capo di Buona Speranza, anche navigando in eterno se necessario, e a costo di dannare la propria anima e quelle del proprio equipaggio nel caso avesse fatto naufragio, sfidando l'Onnipotente a colarlo a picco e urlando al cielo di non temere lui e i Santi. Altre parlano di un crimine orribile commesso a bordo, o di marinai infettati dalla peste e quindi esclusi dall'attracco in qualsiasi porto; secondo altre ancora il capitano avrebbe maledetto Dio in un momento di disperazione. In ogni caso il vascello è destinato a navigare in eterno. 
Secondo un'altra fonte, la nave sarebbe partita da Amsterdam nel 1729 (nel 1680 o nella prima metà del Seicento in altri testi) con a bordo un carico diretto a Giava per conto della compagnia delle Indie. Il capitano, tale Willem Van der Decken, aveva la fama di esser temerario e risoluto al punto tale di non indietreggiare di fronte ad alcuna avversità. Avvicinandosi al Capo di Buona Speranza una grande tempesta colpì la nave, altissime onde colpirono il vascello, con venti intensi e lampi accecanti. In sogno, Van der Decken udì una voce che lo implorava di invertire la rotta, ma l'avido capitano aveva imbarcato anche della merce di sua proprietà che contava di vendere lucrandoci un'ingente somma nelle Indie Olandesi. Van der Decken imprecò e invocò il Diavolo facendo con lui la promessa che, se fosse riuscito a passare il Capo, avrebbe potuto prendere la sua anima nel giorno del giudizio. Secondo la leggenda, a quel punto, il demonio in persona apparve al capitano incoraggiandolo a sfidare la volontà di Dio e a dirigere la nave direttamente verso la tempesta. L’olandese accettò, attirando sul suo capo la condanna dell’Onnipotente: lui e la sua nave di morti viventi avrebbero vagato per i mari senza mai toccare terra, fino al giorno del giudizio. La nave si spezzò in due tronconi e fece naufragio.
L'intero equipaggio perì assieme al suo capitano, ma la morte rifiutò l'anima di Van der Decken che, solo, si mise al timone del relitto del vascello avvolto in una spettrale e funerea bruma. Alcuni testimoni giurano di aver visto lo spettro del capitano intento a giocare a dadi col diavolo in persona sul ponte del veliero. Alternativamente, si narra che l'intero equipaggio venne rifiutato dalla morte: da quel momento in avanti, essi furono condannati a errare per i mari in eterno sulla loro nave fantasma: il capitano era l'unico in carne e ossa (sospeso tra la vita e la morte sino al Giorno del Giudizio) mentre l'intero equipaggio era composto da spettri.
La versione più comune narra che, in una notte di tempesta, il capitano dell'Olandese Volante commise un atto blasfemo insultando Dio e sfidandolo ad affondare la nave. Per questo sacrilegio, il Signore tramutò lui e tutto il suo equipaggio in fantasmi e li condannò a navigare in eterno senza mai poter tornare a casa.
Nella versione di Marryat, solamente il figlio avrebbe potuto rompere l'incantesimo qualora fosse riuscito a salire a bordo del vascello portando al padre una reliquia da venerare, consistente in un frammento della croce di Cristo .
Alcuni hanno notato delle somiglianze con la storia dell'Ebreo errante, appartenente al folclore cristiano.
Una leggenda simile a quella dell'Olandese Volante fa parte della tradizione dell'isola cilena di Chiloé: ne è protagonista il Caleuche, una nave fantasma che naviga la notte nei dintorni dell'isola.
Altro fantasma dei mari del Sud è "Ladylips", un fantasma apportatore di malasorte che appare nel Pacifico, privo della mandibola, generalmente in un'area compresa tra lo Stretto di Magellano, Capo Horn e il Canale di Beagle. Si manifesta solo durante violenti temporali, solo, al timone del suo veliero, il "Ville de Paris" (vascello realmente esistito e andato perso nel 1782) e in luoghi inaccessibili a un essere vivente. È riconoscibile, oltre che per la mandibola mancante, anche per il volto bianchissimo, cadaverico, e per il caratteristico odore di pesce morto che sembra accompagnarlo.
Da non confondersi con un'altra storia della mitologia nel poema La ballata del vecchio marinaio (Rime of the Ancient Mariner) di Samuel Taylor Coleridge.

## Possibile spiegazione scientifica
La nascita della leggenda di una nave fantasma che solca i mari potrebbe essere dovuta a un fenomeno di illusione ottica. È possibile infatti che essa si riferisca alla rifrazione dei raggi solari dovuta alla diversa temperatura dell'aria che, in prossimità del pelo d'acqua, è più fredda rispetto a quella sovrastante (la stessa cosa accade, ma all'inverso, nelle giornate estive su strade asfaltate o luoghi caldi e assolati): si potrebbe trattare di un miraggio. In queste condizioni un oggetto posto al di là dell'orizzonte può comunque essere visibile, in quanto la rifrazione dovuta all'inversione del gradiente termico fa incurvare verso il basso la traiettoria dei raggi luminosi provenienti da oltre l'orizzonte: in questo modo si vedrebbe infatti la nave fantasma, ossia il riflesso di una nave reale, posta al di là dell'orizzonte di osservazione.

## Influenza culturale
Numerosi sono i riferimenti alla storia nella cultura moderna. Tra questi troviamo:
- Nella letteratura:
  - La vera storia dell'olandese volante (2002) e Un viaggio senza fine (2004) di Brian Jacques
  - Patagonia Express di Luis Sepúlveda
  - Mannen i båten dello scrittore svedese contemporaneo P.O. Enquist, in cui l'olandese volante è la figura centrale
  - Boccalone di Enrico Palandri (1979)
  - Flaming London (Londra tra le fiamme) dello scrittore statunitense Joe R. Lansdale (2006)
  - Il Meraviglioso Mondo degli Snerg di E.A. Wyke-Smith (1927), in cui l'olandese volante è riuscito ad attraccare a terra nel mondo degli Snerg.
  - Alla leggenda si era ispirato anche August Strindberg nel suo dramma L'Olandese (1918).
- In numerosi brani musicali:
  - L'olandese volante (Der fliegende Holländer) opera di Richard Wagner (1843), che per il suo libretto si rifece a uno scritto di Heinrich Heine, Aus den Memoiren des Herrn von Schnabelewopski ("Dalle memorie del Signor von Schnabelewopski") del 1834.
  - Flying Dutchman dei Jethro Tull nell'album Stormwatch
  - Rockin' Chair di The Band
  - Marinaio di vent'anni dei Nomadi
  - Flying Dutchman di Tori Amos nell'album Spirit in the Sky
  - Edge of the World di Fairport Convention
  - The Flying Dutchman dei Von Thronstahl
  - The Flying Dutchman dei Guillaume & the Coutu Dumonts
  - Antenòr di Francesco Guccini riferimento al "batavo maledetto"
  - Death Came Trough A Phantom Ship dei Carach Angren
  - L'olandese volante di Teresa De Sio nell'album Sindarella suite
  - Turkish Song of the Damned dei Pogues
- Federico l'Olandese Volante è lo pseudonimo del noto Disc jockey Friedrick Van Stegeren.
- Nei fumetti:
  - Paperino e la leggenda dello Scozzese Volante (1957) di Romano Scarpa
  - Zio Paperone e il vascello fantasma (1959) di Carl Barks
  - Zio Paperone e il vascello fantasma (1978) di Guido Martina  (testi) e Giorgio Cavazzano (disegni).
  - È apparso la prima volta nei fumetti della Marvel Comics in Silver Surfer (Vol. 1) n. 8 (settembre 1969), la cui prima edizione italiana è stata pubblicata nell'albo L'incredibile Devil n. 24 (25 marzo 1971, Editoriale Corno)
    - Nella legione dei non-vivi è un gruppo supercriminali dell'Universo Marvel, è stata pubblicata nel n. 140 della collana Thor e I Vendicatori dell'Editoriale Corno (24 agosto 1976).
- Nei manga:
  - One Piece: L'Olandese Volante fa la sua prima comparsa nel capitolo 606, capitanata da Van der Decken IX.
  - Il terzo Occhio, di Osamu Tezuka, 1974, nel primo volume compare come antagonista Pandora l’Olandese Volante.
- La compagnia aerea KLM usa "The Flying Dutchman" come slogan.
- Negli anni cinquanta del XX secolo è stata costruita un'imbarcazione chiamata Flying Dutchman.
- Nei film:

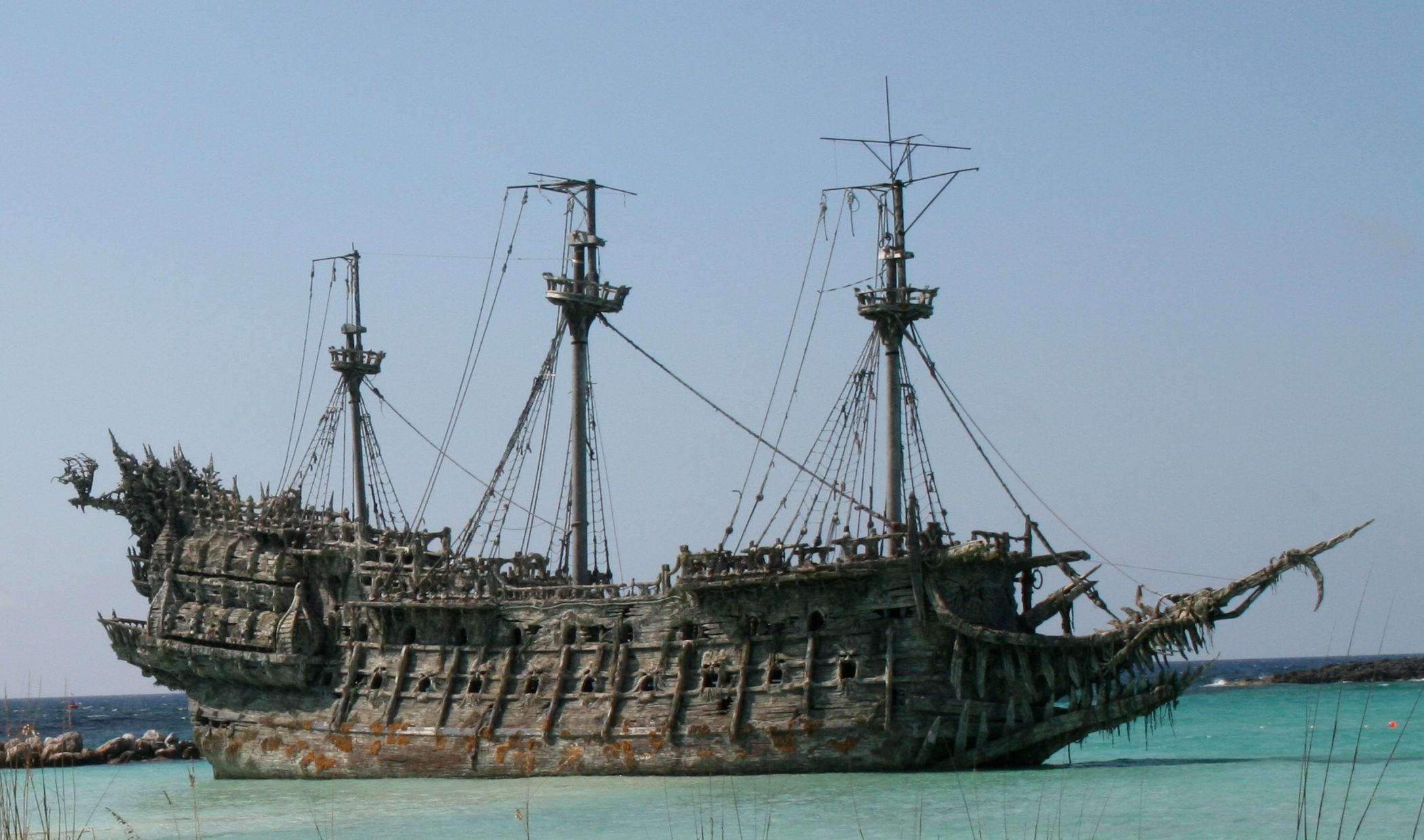
L'Olandese Volante nell'adattamento del franchise Pirati dei Caraibi.

  - L'Olandese Volante nell'adattamento del franchise Pirati dei Caraibi. Pirati dei Caraibi - La maledizione del forziere fantasma, Pirati dei Caraibi - Ai confini del mondo e Pirati dei Caraibi - La vendetta di Salazar, l'Olandese volante è la nave fantasma di Davy Jones, il signore dei mari, e successivamente del suo successore Will Turner. Nell'universo di Pirati dei Caraibi, l'Olandese Volante ha il compito di traghettare nell'aldilà le anime di coloro che muoiono in mare, potendo far porto solo una volta ogni dieci anni.
  - Nel 1951 è stato girato il film Pandora (Pandora and the Flying Dutchman) con Ava Gardner e James Mason, regia di Albert Lewin. Il film è una rivisitazione, in chiave fantastica, della leggenda dell'Olandese Volante, l'uomo condannato, per un atto di tracotanza contro Dio, a non morire mai e a vagare per i mari fino al giorno del giudizio o fino a quando non avesse incontrato una donna disposta ad amarlo fino a sacrificarsi per lui.
- Nella televisione:
  - Nei Simpson il ristorante del capitano McAllister si chiama "Frying Dutchman" in riferimento alla nave e all'insegna che "sfrigola".
  - Nell'episodio 13 intitolato Route 666 della prima stagione del telefilm Supernatural, i fratelli Winchester fanno riferimento all'Olandese Volante.
  - È, sotto forma di fantasma, un personaggio ricorrente del cartone animato SpongeBob SquarePants.
- Nello sport:
  - L'Olandese volante è uno dei soprannomi di Marco van Basten e di Robin van Persie
  - Dall'Olandese Volante prende nome la squadra veneta di calcio a 5 "Gli Olandesi Volanti/The Flying Dutchmen"
- Videogiochi:
  - Nel gioco La Maledizione di Monkey Island viene citata insieme a un Gallese Volante.
  - Nel gioco Alone In The Dark 1 viene citata numerose volte nel proseguire della storia.
  - Nel gioco Alone In The Dark 2 il protagonista si trova a esplorare la nave per cercare di salvare una bambina rapita.
  - Nel gioco Alone In The Dark 3 viene citata nuovamente nel proseguire della storia.
  - Nel gioco Age of Empires, attraverso un trucco si può avere nella propria flotta, la nave dell'Olandese Volante, capace di navigare anche sulle terre oltre che nelle acque dello scenario.
  - Nel gioco Age of Pirates 2: City of Abandoned Ships è al centro di una lunga missione secondaria, che infine porta alla cattura o all'affondamento della nave fantasma.
  - Nel videogioco Pirati dei Caraibi per PSP il suo veliero può essere utilizzato come vascello per un limitato periodo.
  - Nel videogioco Terraria compare come boss durante l'invasione dei pirati.
  - Nel videogioco di carte Gwent una delle carte raffigura il "Redaniano Volante", chiaro riferimento all'Olandese Volante.
  - Nel Videogioco multiplayer Overwatch una delle skin del personaggio Sigma raffigura l'olandese volante.
- Nell'arte:
  - Il celebre quadro The Flying Dutchman di Albert Ryder.
  - Osvaldo Licini, Olandese volante color viola, 1940-1945, Olio su tela, 21,5 × 26 cm[3].